# Муро-Лукано
Муро-Лукано (итал. Muro Lucano) — коммуна в Италии, расположена в регионе Базиликата, подчиняется административному центру Потенца.
Население составляет 6108 человек, плотность населения составляет 49 чел./км². Занимает площадь 125 км². Почтовый индекс — 85054. Телефонный код — 0976.
Покровителем населённого пункта считается святой Жерардо Маелла. Праздник ежегодно празднуется 2 сентября.